# 니콘 D5100
니콘 D5100(Nikon D5100)은 2011년 4월 6일 니콘에서 발표한 입문자용 디지털 SLR로, 회전형 LCD를 탑재한 D5000의 후속 제품이다. 1620만 유효 화소를 가지는 니콘 DX 포맷(23.6 × 15.8 mm) CMOS 이미지 센서를 사용한다. 경쟁 모델로는 캐논 EOS 1100D와, 소니의 A330 등이 있다. 이전 기종과 마찬가지로 렌즈 자동초점을 위한 모터가 없으므로 모터가 탑재된 렌즈를 사용해야 자동초점을 사용할 수 있다. 4월 21일 발매된다.

## D5000보다 향상된 성능
- 화소수가 1,620만으로 증가
- 동영상 Full HD 30fps로 촬영 가능
- 기본감도 6400, 확장감도 25600으로 증가
- 노출보정 +/- 3스탑으로 증가
- 액정 3인치 92만 화소로 증가
- 이미지 처리 엔진 EXPEED 2(14bit)로 변경
- 무게가 510 g으로 감소
- 리사이즈 기능, 각종 이미지 효과 추가
- 향상된 배터리